# Nergal-uszezib
Nergal-uszezib – król Babilonii panujący w latach 694–693 p.n.e.
Objął tron Babilonu w wyniku antyasyryjskiego przewrotu, który doprowadził do porwania i uprowadzeniu do Elamu poprzedniego władcy Aszur-nadin-szumiego, syna asyryjskiego króla Sennacheryba. Jako elamicki stronnik, Nergal-uszezib rządził niespełna rok. Sennacheryb, chcąc pomścić syna, najechał Babilonię i pokonał Nergal-uszeziba w bitwie pod Nippur. Nergal-uszezib został pojmany i zabrany do Niniwy, gdzie został stracony.